# صادق فايز زاده
صادق فايز زاده (من مواليد 10 أبريل 1959 في مشهد ) أستاذ إيراني، يدرس حاليًا في جامعة طهران. وهو أيضًا عضوا في المجلس الأعلى للثورة الثقافية ومجلس تشخيص مصلحة النظام الصورة. كان قد شغل سابقًا منصب نائب الرئيس ورئيس مؤسسة النخب الوطنية تحت إدارة محمود أحمدي نجاد من عام 2006 إلى عام 2009، والتي كان مسؤولا فيها عن القضايا المتعلقة بالعلوم.

## الانتخابات الرئاسية 2013
كان أول مرشح يسجل رسميًا في الانتخابات الرئاسية الإيرانية لعام 2013، مشيرًا إلى أن حملته كانت استجابة لمطالب الجمهور بالتغيير. وكجزء من حملته، قال إنه «أعد خطة شاملة لحل التضخم»، الذي أضر بالاقتصاد الإيراني لفترة طويلة نتيجة سنوات من العقوبات الدولية.

## الحياة الشخصية
فايز زاده هو ابن عم المرشد الأعلى علي خامنئي. 